# インティメット・ストレンジャー
『インティメット・ストレンジャー』（原題：Intimate Strangers）は、1978年に発売されたトム・スコットのアルバム。
ロサンゼルスのスタジオ・ミュージシャン仲間が多く参加しており、TOTOとしても活動し始めていたデヴィッド・ペイチとスティーヴ・ポーカロをはじめとしたロック系スタジオ・ミュージシャンたちも交え錚々たる顔ぶれで制作されている。スコットの母国アメリカでは、総合チャートのBillboard 200で123位、『ビルボード』誌のジャズ・アルバム・チャートでは6位に達した。

## 概要
トム・スコットはジョージ・ハリスンの1974年のアルバム『ダーク・ホース』へサックス・プレーヤーとして参加し、1976年のアルバム『33 1/3』では、リチャード・ティーと共に参加していて、当時のトム・スコットはジャズ/フュージョンというスタイルが確立される以前の、クロスオーバーと呼ばれていた時代からポップ・ロック路線からもサックス・プレーヤーとしてのオファーが多く、このアルバムはそういったバックボーンを反映したサウンドになっている。また1976年の映画『タクシードライバー』のエンディング・テーマ曲を担当するなど、ジャズ/フュージョンだけに留まらずに幅広く活躍していた時期に制作されたアルバムでもある。アルバム前半は3つの組曲形式で構成されていて「part 3 - Loving and Leaving」の「Lost Inside the Love of You (Reprise)」ではジャコ・パストリアスの流麗なベース・ソロが聴ける。

## 収録曲
全曲、トム・スコット作曲
サイド1 インティメット・ストレンジャー（組曲） - "Intimate Strangers (Suite)": 
1. Part1-サドン・アトラクション - "part 1 - Sudden Attraction"
  - ハイ・ステッパーズ - "Hi Steppers" - 3:52
  - ロスト・インサイド・ザ・ラヴ・オブ・ユー - "Lost Inside the Love of You" - 5:03
2. Part2-デイ・アンド・ナイト・アウト・トゥゲザー - "part 2 - A Day & Nite Out Together"
  - ゲッタウェイ・デイ - "Getaway Day" - 4:06
  - ナイト・クリーチャーズ - "Nite Creatures" - 3:56
3. Part3-ラヴィング・アンド・リーヴィング - "part 3 - Loving and Leaving"
  - ロスト・インサイド・ザ・ラヴ・オブ・ユー （リプライズ） - "Lost Inside the Love of You" (Reprise) - 2:54
  - ドゥー・ユー・フィール・ミー・ナウ - "Do You Feel Me Now" - 4:14
  - ハイ・ステッパーズ （リプライズ） - "Hi Steppers" (Reprise) - 1:23

サイド2
1. ブリージン・イージー - "Breezin' Easy" - 6:03
2. ソー・グッド・トゥ・ミー - "You're So Good to Me" - 4:26
3. プッティン・ザ・バイト・オン・ユー - "Puttin' the Bite on You" - 5:26
4. ビューティフル・ミュージック - "Beautiful Music" - 4:28

## 録音メンバー
- トム・スコット (Tom Scott) - シンセサイザー、ボーカル、リリコン、サクソフォーン
- スティーヴ・ガッド (Steve Gadd) - ドラム
- リック・マロッタ (Rick Marotta) - ドラム
- ゲイリー・キング (Gary King) - ベース
- ジャコ・パストリアス (Jaco Pastorius) - エレクトリックベース
- エリック・ゲイル (Eric Gale) - ギター
- ヒュー・マクラッケン (Hugh McCracken) - ギター
- リチャード・ティー (Richard Tee) - キーボード
- デヴィッド・ペイチ (David Paich) - キーボード
- スティーヴ・ポーカロ (Steve Porcaro) - シンセサイザー
- チャック・フィンドレー (Chuck Findley) - トランペット、フリューゲルホルン
- スライド・ハイド (Slyde Hyde) - トロンボーン、バストロンボーン、トランペット
- ラルフ・マクドナルド (Ralph MacDonald) - パーカッション
- カルメン・トゥイリー (Carmen Twillie) - ボーカル
- マキシン・アンダーソン (Maxine Anderson) - ボーカル
- マキシン・ディクソン (Maxine Dixon) - ボーカル
- モーガン・エイムス (Morgan Ames) - ボーカル
- ポーレット・マクウィリアムズ (Paulette McWilliams) - ボーカル

## 録音データ
プロデューサー
トム・スコット & ハンク・シカロ for CRIMSON PRODUCTIONS
エンジニア
ハンク・シカロ
テリー・ベッカー
レコーディング・スタジオ
CRIMSON SOUND, Santa Monica, CA
SOUND LABS, Los Angeles, CA
HIT FACTORY, New York, NY